# 桂米朝集成
『桂米朝集成』（かつらべいちょう・しゅうせい）は、落語家・三代目桂米朝の著書。（その他編著者:豊田善敬，戸田学）岩波書店・2004年-2005年出版。
人間国宝である落語家の米朝は上方演芸研究家としても著名で、この書籍は上方落語、上方文化のこれまでの研究成果を紹介したほか、米朝自らの芸歴、米朝の友人との座談会・対談・エッセーなどを全4巻にまとめて執筆した豪華本である。

## 書籍内容
- 第1巻、第2巻　上方落語（1、2）
- 第3巻　上方文化
- 第4巻　師、友、門人

## 関連書
- 桂米朝座談
- 桂米朝句集